# Sankt Nicolai Kirke (Bornholm)
 For alternative betydninger, se Sankt Nikolai Kirke.
Sct. Nicolai Kirke (officielt) / Sankt Nicolai Kirke / Rønne Kirke er en kirke nær havnen i Rønne på Bornholm.  Kirken var i middelalderen viet til de søfarendes helgen Sankt Nikolaus. Kirken og sognet ejer Rønne Kirkegård.

## Kirken i middelalderen
Rønnes første beskedne kirkehus er rejst omkring 1275. På dette tidspunkt var hovedkirken Knuds Kirke, og kirken i Rønne var kun et sommerkapel i lighed med Salomons kapel på Hammerknuden. Kun få meter af denne kirkes fundament er bevaret i kirkeskibets nordøstlige hjørne.
Byens vækst afspejles i kirkens bygningshistorie. Omkring 1350 opførtes en ganske betydelig tilbygning mod vest, hvorved kirkens længde næsten blev fordoblet. Dele af kirkens nuværende nordmur stammer fra denne kirke. Den gotiske spidsbuede kvindedør fra denne tid er bevaret. Det gælder også et viekors. Under det er der indmuret 63 sølvmønter, som stammer fra den tid kirken blev indviet. Fra denne tid stammer også kirkens døbefont, som er tilvirket af kalksten i Gotland.
Kirken blev ved middelalderens afslutning udvidet med et nyt femkantet kor; en stor grundsten i det nuværende kors nordmur er tilbage fra det oprindelige kor.

## Kirkens nyere historie
Middelalderkirken fik lov til at blive stående urørt indtil 1797. Et tårn blev bygget til i kirkens vestre ende i 1550 og ombygget i 1699. Kirkens pladsproblemer blev klaret ved opførelse af pulpiturer og lægter, hvortil børn og tjenestefolk henvistes.
Det såkaldte pax'ske pulpitur er stadig bevaret. Det skyldes Michel Nielsen, en fattig rønnedreng, som rejste til Pommern, hvor han tjent sig op på en herregård og efter herremandens død giftede sig med enken og overtog hans gård og navn, Pax. Han skænkede i 1721 sit hjemsogns kirke et pulpitur, som blev anbragt over for prædikestolen på nordmuren og optaget af byens fornemste borgere, hvis navnetræk stadig kan ses bag det sydlige pulpiturs brystværn. Pulpituret og dets billeder fra Jesu lidelseshistorie har siden været anbragt forskellige steder og dækker nu facaden på sideskibenes to store pulpiturer.
I 1797 blev den nuværende nordarm bygget og alteret var indtil 1915 flyttet hen til kirkens sydvæg. 1915-18 fandt den store ombygning sted, hvorved kirken blev to meter bredere og den søndre korsarm bygget til. Alt opførtes så nær den gamle stil som muligt. Det gælder også tårnet og tagrytteren. Den nuværende kirkebygning blev indviet den 26. maj 1918. I 1982-83 gennemgik kirken en større restaurering, hvorfra kirkens smukke gulv i paradisbakkegranit stammer.

## Inventaret
Korets store lysekrone er lavet i Lübeck år 1620. Bornholm var i 50 år efter reformationen 1536 bortforpagtet til Lübeck.
Et velbevaret eksemplar af Christians 3.'s bibel fra 1550 blev ved Rønne bys jubilæum i 1978 skænket til kirken af byens pengeinstitutter.
Kirken har to kirkeskibe. Den store fregat Dannebrog i skibet stammer fra 1873. En mindre skibsmodel, Thetis, blev skænket 1969. Det er på reposen til det søndre pulpitur og bæres i procession ved kirkens årlige mindegudstjeneste for omkomne sømænd og fiskere.
En del ældre inventar fra kirken som pesttavlen fra 1600-tallet er på Rønne Museum.

## Klokkerne
Kirken har tre klokker. Den mindste fra år 1300 er støbt i Tyskland. Den har indskriften: "O ærens konge Krist, kom med fred. Hjælp Gud". Den mellemste klokke, Mariaklokken, menes at være støbt til det Mariakapel, som købmand fra Greifswald lod bygge i 1434. Kapellet blev omdannet til latinskole i 1500-tallet. Klokken blev ved den lejlighed flyttet til sognekirken. Indskriften lyder: "Hil dig Maria, fuld af nåde, Herren er med dig. Sante Claus 1433". Den største klokke er fra 1483 eller 1583 og omstøbt i 1903.

## Billedkunst
Kirkens første altertavle var et udskåret middelalderarbejde med blandt andre kirkens værnehelgen Sct. Nicolai. I 1797 blev den erstattet af et maleri af himmelfarten, som nu hænger på sognemedhjælperens kontor. I 1885 anskaffedes det billede, som nu hænger ved siden af prædikestolen. Det er en kopi af et alterbillede af Carl Bloch (1834-90), som hænger i Hörup Kirke i Skåne. I 1991 fik kirken sit nuværende alterbillede. Det er malet af kunstneren Sven Havsteen-Mikkelsen (1912-99), som virkede på Bornholm i trediverne og var åndeligt beslægtet og inspireret af kunstneren Oluf Høst (1884-1966). Dets motiv er Jesus stiller stormen på søen. Jesus står klædt i rødt i den båd, som disciplen, hvis søsyge kontur skimtes, helt har opgivet at styre. Jesus strækker sin hånd ud over det hav, som et øjeblik efter falder til ro. I billedets øverste højre felt ses sollyset, der atter bryder frem.

## Poul Høms billedkunst
Kunstneren Poul Høm (1905-1994) har i vid udstrækning sat sit præg på kirken og kirkegårdens kapel. Ved den restaurering, som blev afsluttet i 1983, var Poul Høm og hans hustru, Lisbeth Munch-Petersen, farvekonsulenter og ansvarlige for staffering af prædikestol og alter. Parret har desuden stået for udsmykningen af kirkegårdens kapel fra 1927.

## Glasmosaikkerne
I 1954 udsmykkede professor Kresten Iversen (1886-1955) korvinduerne og vinduet ved prædikestolen med motiver fra lignelsen om sædemanden. Fra venstre mod højre: 1. Vejen. 2. Tidslerne. 3. Klippen. 4. Muldjorden. 5. Sædemanden.

## Orglets historie
Sct. Nicolai Kirke fik sit første orgel som en gave i 1638 af brødrene Jeppe og Lars Hansen. Dette var i brug til 1806. Det nuværende orgel stammer fra 1961 og er bygget af Th. Frobenius. Det udbyggedes i 1990 af Bruno Christensen og Sønner, Terkelsbøl, Sønderjylland. Der tilføjedes et nyt svelleværk. Orglet har nu 51 stemmer fordelt på fire manualer og pedal. I 1999 eftertoneredes orglet af Frobenius og Sønner.

## Billedgalleri
- Alteret
- Døbefonten
- Afdækket kalkmaleri
- Orglet
- Prædikestolen
- Pulpituret
- Skibet